# Cam Ward

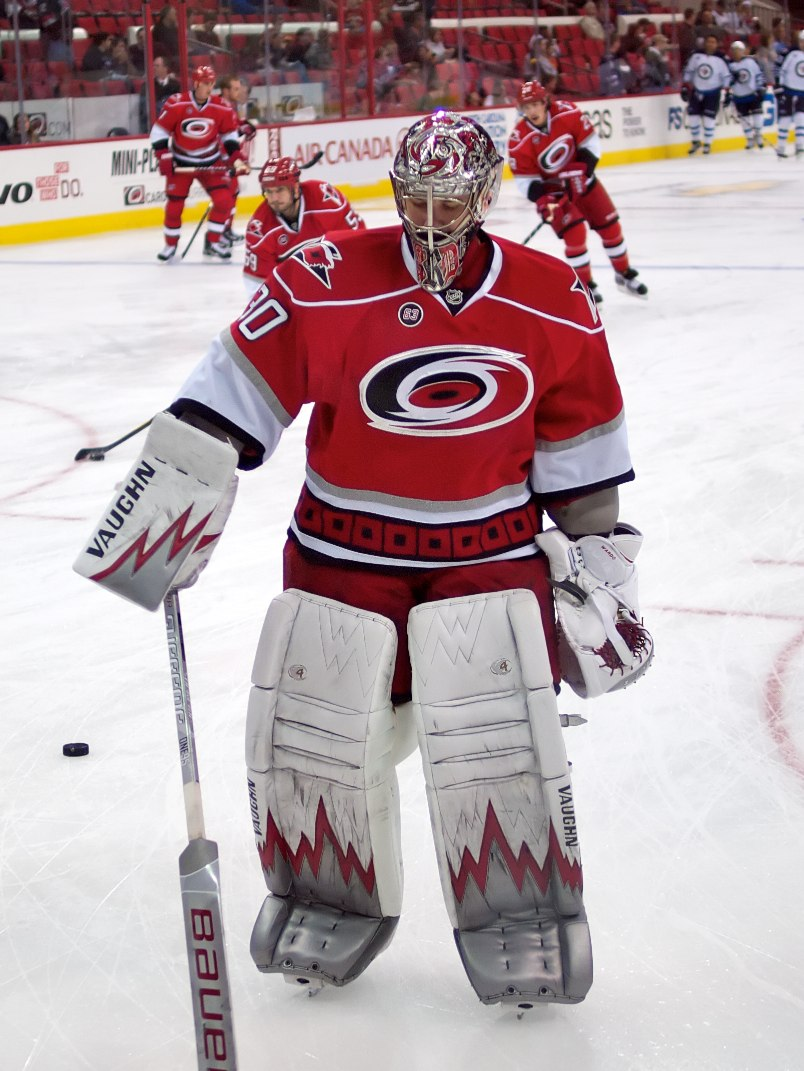
Cam Ward, 2011.

Cameron Kenneth "Cam" Ward, född 29 februari 1984 i Saskatoon, Saskatchewan, är en kanadensisk professionell ishockeymålvakt som spelar för Chicago Blackhawks i NHL. 
Han har tidigare spelat för Carolina Hurricanes.

## Klubblagskarriär

### NHL

#### Carolina Hurricanes
Ward blev draftad som Carolina Hurricanes förstaval och totalt 25:e spelare i NHL-draften 2002.
Ward gjorde sin NHL-debut säsongen 2005–06, och blev samma säsong den tredje rookie-målvakten genom tiderna att bli Stanley Cup-mästare. De andra rookie-målvakterna som vunnit Stanley Cup är Patrick Roy och Ken Dryden, båda i Montréal Canadiens. Under slutspelet 2005–06 var Ward fantastisk. Han fick hoppa in tidigt i slutspelet istället för Martin Gerber när Hurricanes låg under med 0-2 i matcher mot Montréal Canadiens. Efter det gick det av bara farten, Carolina slog ut Montréal Canadiens, New Jersey Devils, Buffalo Sabres och slutligen Edmonton Oilers i finalen. Ward tilldelades Conn Smythe Trophy som slutspeletes mest värdefulle spelare.
Inför mötet med Devils i andra rundan skulle Cam Ward ställas mot sin idol Martin Brodeur. Ward hade nämligen tidigare berättat att han brukade låtsas att han var Brodeur. Ward lyckades till slut vinna målvaktskampen, då Hurricanes vann med 4-1 i matcher mot Devils. 

#### Chicago Blackhawks
Den 1 juli 2018 skrev han som free agent på ett ettårskontrakt värt 3 miljoner dollar med Chicago Blackhawks.